# ぼくはまだしなない
ぼくはまだしなないは、2020年に愛知県名古屋で結成された日本の女性アイドルグループである。FreoMotto所属。略称はぼくしな。

## 概要
2020年、フレオエンターテイメント名古屋支社にてグループ結成。2021年1月23日に正式デビュー。
グループ名の由来は、この夢を叶えるまで " ぼくはまだしなない "、というコンセプトから。
2024年9月15日から2025年2月7日まで新体制 第二章が行われた。

## 略歴

### 2020年
- 1月31日、名古屋ReNY limitedにて、スターティングメンバーの5名体制によるプレお披露目ライブを開催。
- 8月16日、夏に予定していた正式デビューを2020年秋冬へ延期[6]。23日、藤乃ゆめ美が活動一時休止、森下れみ奈が活動終了。24日、スターティングメンバーの活動を終了[7]。
- 9月1日〜4日、1期生メンバー8人（百沢香凜・鳳美雲・蒼井智乃・柊木璃々歩・白宮瑠夏・星乃聖奈・月島茜捺・神城さらら）を発表[7][8]。21日、1.5期生メンバーとしてオーディション追加合格者1名（天城りおな）を発表[9]。
- 9月27日、正式デビューに向けたイベントを開始[10]。
- 10月14日、各メンバーのTwitter個人アカウントを公開。同月19日以降各メンバー個別での投稿を開始。
- 11月15日、鳳美雲が活動辞退、藤乃ゆめ美が活動終了[11]。鳳は以後運営に携わる。

### 2021年
正式デビュー
- 1月23日、今池ボトムライン開催「ぼくはまだしなない　お披露目単独ライブ」にて、8人（百沢香凜・蒼井智乃・柊木璃々歩・白宮瑠夏・星乃聖奈・月島茜捺・神城さらら・天城りおな）で、正式デビュー[2][3]。
- 5月8日、名古屋ReNY limitedにて、1stワンマンライブ「ぼくたちのおもい」を開催。

8人体制から5人体制へ
- 9月14日、蒼井智乃の卒業を発表[12]。その後9月24日、今池ボトムライン開催「ぼくはまだしなない 単独公演 vol.68 ~蒼井智乃　卒業公演~」で卒業。
- 9月28日、天城りおな・月島茜捺の卒業を発表[13]。その後10月31日、今池ボトムライン開催「ぼくはまだしなない 単独公演 vol.77 ~天城りおな・月島茜捺　卒業公演~」で卒業。

### 2022年
- 1月29日、今池ボトムラインにて、2ndワンマンライブ「ぼくたちのあゆみ〜その先の未来へ〜」を開催。
- 5月23日、公式Twitterにて、北海道、東京、名古屋、大阪、福岡を回る全国ツアー「きみとぼくがかける夏」の開催を発表。
- 6月11日、神城さららの卒業を発表[14]。
- 9月24日〜25日、今池ボトムライン開催「ぼくはまだしなない単独公演 神城さらら卒業公演」にて、神城が卒業[15][16]。
- 9月26日、現体制終了とメンバー全員（白宮瑠夏・柊木璃々歩・星乃聖奈・百沢香凜）が10月16日に卒業する旨を発表[17]。
- 10月16日〜17日、今池ボトムライン開催「ぼくはまだしなない 現体制終了公演」にて、メンバー全員（白宮瑠夏・柊木璃々歩・星乃・百沢香凜）が卒業し、現体制終了[18][19]。

### 2024年
新体制 第二章 開始
- 9月15日、新体制メンバー（工藤鈴菜・恋白まりな・北川楓・柊木璃々歩・水羽ひな）を公開[20]。
- 9月28日、横浜1000clubで開催された「フレオ祭」でプレデビュー。
- 10月11日、今池ボトムラインで開催された　ぼくはまだしなないデビューライブ『ぼくたちの描く夢』で正式デビュー。

### 2025年
- 1月7日、公式Xアカウントより2月7日に現体制が終了することが発表された[21]。
- 2月7日、伏見ライオンシアターにて『ぼくはまだしなない 現体制終了公演』が開催された。

## メンバー

### 第二章メンバー
| 名前                       | 生年月日               | メンバーカラー | 活動期間                     | 備考                                                                                 |
| -------------------------- | ---------------------- | -------------- | ---------------------------- | ------------------------------------------------------------------------------------ |
| 工藤鈴菜 くどう すずな     | 2004年5月6日（21歳）   | 黄色           | 2024年9月28日 - 2025年2月7日 | 元ミラクルファンファーレ！                                                           |
| 恋白まりな こはく まりな   | 2004年11月15日（20歳） | ベビーピンク   | 2024年9月28日 - 2025年2月7日 | 元ミラクルファンファーレ！                                                           |
| 北川楓 きたがわ かえで     | 2005年11月1日（19歳）  | オレンジ       | 2024年9月28日 - 2025年2月7日 | 元いもうとシスターズ 元Novice² 元ミラクルファンファーレ！ ※2025年2月28日フレオを退所 |
| 柊木璃々歩 ひいらぎ りりあ | 2004年12月14日（20歳） | 紫             | 2024年9月28日 - 2025年2月7日 | 前体制から引き続き活動の 現：Y∀KiN                                                   |
| 水羽ひな みずは ひな       | 2004年5月31日（21歳）  | ミントグリーン | 2024年9月28日 - 2025年2月7日 | 現：KAIJU ON THE STAGE                                                               |

### 第一章メンバー
| 名前                       | ニックネーム            | 生年月日               | 出身地                | 身長  | 加入期  | 活動期間                       | 備考                                                                                 |
| -------------------------- | ----------------------- | ---------------------- | --------------------- | ----- | ------- | ------------------------------ | ------------------------------------------------------------------------------------ |
| 森下れみ奈 もりした れみな | れみれみ                | 12月18日               | 愛知県                |       |         | 2020年1月31日 - 2020年8月23日  | スターティングメンバー                                                               |
| 鳳美雲 おおとり みくも     |                         | 2000年9月20日（24歳）  | 愛知県                | 165cm | 1期生   | 2020年9月27日 - 2020年11月15日 | リーダー 活動辞退後は運営スタッフ                                                    |
| 藤乃ゆめ美 ふじの ゆめみ   | ゆめちゃん              | 1月27日                | 愛知県                |       |         | 2020年1月31日 - 2020年11月15日 | スターティングメンバー                                                               |
| 蒼井智乃 あおい ちの       | ちの                    | 2002年6月2日（23歳）   | 愛知県                | 162cm | 1期生   | 2020年9月27日 - 2021年9月25日  | 現：Axelight 館原るい                                                                |
| 月島茜捺 つきしま せんな   | せんなちゃん せんちゃん | 2000年1月30日（25歳）  | 三重県                | 161cm | 1期生   | 2020年1月31日 - 2021年11月1日  | 副リーダー スターティングメンバー 元：BUDPiNK 月島茜雫 現：きっと大切だった 月島茜捺 |
| 天城りおな あまき りおな   | にゃん                  | 1999年1月22日（26歳）  | 愛知県                | 162cm | 1.5期生 | 2020年9月27日 - 2021年11月1日  | 元:煌めき☆アンフォレント 花乃木りおな 元：♡’s（kyuuuns） 元：Blancanie (白担当)      |
| 神城さらら かみしろ さらら |                         | 2000年2月9日（25歳）   | 岐阜県                | 160cm | 1期生   | 2020年9月27日 - 2022年9月25日  | 現：JamsCollection 水瀬さらら                                                        |
| 百沢香凜 ももさわ かりん   | りんりん かりたん       | 1999年12月10日（25歳） | 愛知県                | 158cm | 1期生   | 2020年1月31日 - 2022年10月17日 | スターティングメンバー                                                               |
| 白宮瑠夏 しろみや るな     | るーちゃん              | 1999年7月9日（25歳）   | 三重県 （台湾生まれ） | 152cm | 1期生   | 2020年1月31日 - 2022年10月17日 | スターティングメンバー 現：てぃあどろっぷ!                                           |
| 柊木璃々歩 ひいらぎ りりあ |                         | 2004年12月11日（20歳） | 愛知県                | 152cm | 1期生   | 2020年9月27日 - 2022年10月17日 | 2024年新体制のメンバーとして復活                                                     |
| 星乃聖奈 ほしの せいな     | しぇな                  | 2005年1月7日（20歳）   | 三重県                | 153cm | 1期生   | 2020年9月27日 - 2022年10月17日 | 現：iON! 伽久耶くらら                                                                |

## 音楽作品

### 第二章
| # | タイトル             | 作詞             | 作曲            | 編曲                 | 振付  | LIVE初披露     | アルバム名   | 配信日         | 備考        |
| - | -------------------- | ---------------- | --------------- | -------------------- | ----- | -------------- | ------------ | -------------- | ----------- |
| 1 | また、わからない     | 久野藍, 早川博隆 | 早川博隆        | Tsubasa              |       | 2024年9月28日  | ぼくの描く夢 | 2024年10月14日 | 新曲        |
| 2 | ミスディレクション   | 糸野仁美(AzBit)  | 八巻俊介(AzBit) | 八巻俊介(AzBit)      |       | 2024年9月28日  | ぼくの描く夢 | 2024年10月14日 | 新曲        |
| 3 | 出口のないI LOVE YOU | 早川博隆         | 早川博隆        | 早川博隆 / 宇田川 翔 |       | 2024年9月28日  | ぼくの描く夢 | 2024年10月14日 | 既存曲 新録 |
| 4 | Bullet               | 阪本康熙         | 阪本康熙        | 阪本康熙 / 河原レオ  |       | 2024年10月11日 | ぼくの描く夢 | 2024年10月14日 | 既存曲 新録 |
| 5 | 恋の狂わせ方         | 菊池諒           | 早川博隆        | 早川博隆             |       | 2024年10月11日 | ぼくの描く夢 | 2024年10月14日 | 既存曲 新録 |
| 6 | 夏がふるえてる       |                  |                 |                      |       | 2024年11月20日 |              |                | 既存曲      |
| 7 | Daybreak             |                  |                 |                      |       | 2024年11月23日 |              |                | 既存曲      |
| 8 | コバルトスノー       |                  |                 |                      | erika | 2024年12月18日 |              |                | 新曲        |

### 第一章
| タイトル              | 作詞     | 作曲     | 編曲     | 振付             | 配信日        | 備考 |
| --------------------- | -------- | -------- | -------- | ---------------- | ------------- | ---- |
| The Future            | 久下真音 | 久下真音 | 久下真音 | コガワジュンペイ | 2022年6月9日  | 初MV |
| コノソラコエテ        | DJ金魚   | 久下真音 | 久下真音 | コガワジュンペイ | 2022年6月23日 |      |
| 弱気ドライバー        | DJ金魚   | 南悠翔   | 南悠翔   | SA.KANA          | 2022年6月16日 |      |
| 溜息混じりのFragrance | 河原レオ | 河原レオ | 河原レオ | エリカ           | [ 注 4 ]      |      |
| Bullet                |          |          |          |                  |               |      |
| Greed                 |          |          |          |                  |               |      |
| 出口のないI LOVE YOU  | 早川博隆 | 早川博隆 |          |                  | 2022年6月30日 |      |
| 銃声                  | 中山英二 | 中山英二 |          |                  | 2022年7月7日  |      |
| Daybreak              |          |          |          |                  |               |      |
| 恋の狂わせ方          | 菊池諒   | 早川博隆 |          |                  | 2022年7月14日 |      |
| はじまりの場所        |          |          |          |                  |               |      |
| 真夏色のメッセージ    |          |          |          |                  |               |      |
| 夏がふるえてる        |          |          |          |                  |               |      |

## ライブ

### 第二章

#### 定期公演
- 第二、第四水曜に定期単独公演を開催

#### ワンマンライブ
| #    | 開催日時       | タイトル                           | 開催場所             |
| ---- | -------------- | ---------------------------------- | -------------------- |
| 1st  | 2024年10月11日 | デビューライブ「ぼくたちの描く夢」 | 今池ボトムライン     |
| Last | 2025年2月7日   | ぼくはまだしなない 現体制終了公演  | 伏見ライオンシアター |

#### ライブツアー
- タイトル不詳(2025年1月7日に中止が発表された)

| 開催日時      | 開催場所                | 備考             |
| ------------- | ----------------------- | ---------------- |
| 2025年2月25日 | 大阪 CDCBOX             | 新曲お披露目予定 |
| 2025年3月2日  | 東京 新宿DHNoA          | 新曲お披露目予定 |
| 2025年3月23日 | 名古屋 新栄シャングリラ | 新曲お披露目予定 |

### 第一章

#### 定期公演
- 毎週水曜に定期単独公演を開催

#### ワンマンライブ
| #   | 開催日時      | タイトル                           | 開催場所           |
| --- | ------------- | ---------------------------------- | ------------------ |
| 1st | 2021年5月8日  | ぼくたちのおもい                   | 名古屋ReNY limited |
| 2nd | 2022年1月29日 | ぼくたちのあゆみ〜その先の未来へ〜 | 今池ボトムライン   |

#### ライブツアー
- ぼくはまだしなない全国ツアー2022 「きみとぼくがかける夏」[31]

| 開催日時      | 開催場所                   | 備考                                           |
| ------------- | -------------------------- | ---------------------------------------------- |
| 2022年6月5日  | 名古屋・今池ボトムライン   |                                                |
| 2022年6月12日 | 大阪・心斎橋SUNHALL        |                                                |
| 2022年7月16日 | 名古屋・Electric Lady Land |                                                |
| 2022年8月11日 | 東京・harevutai            |                                                |
| 2022年8月21日 | 福岡・福岡ポケット         |                                                |
| 2022年8月27日 | 北海道・Space Art Studio   | 新型コロナウイルス感染のため神城さららが休演   |
| 2022年9月3日  | 名古屋・Lives FARM NAGOYA  | 複数メンバーの新型コロナウイルス感染に伴い中止 |
| 2022年9月17日 | 名古屋・Lives FARM NAGOYA  | 中止となった9月3日FINAL公演の振替公演          |

## メディア

### ラジオ番組
- ぼくはまだラジオをしらない（2021年2月5日 - 2022年10月15日、東海ラジオ「東海ラジオミッドナイトスペシャル」内コーナー）[2][35][36]